# Alexandr Spirkin
Alexandr Spirkin (rusky Александр Георгиевич Спиркин; 24. prosince 1918, Saratovská oblast – 28. června 2004 Moskva) byl sovětský a ruský filosof, člen-korespondent Akademie Věd SSSR. Je považován za typického představitele marxismu-leninismu.

## Kariéra
Promoval v roce 1941. Roku 1948 uzavřel postgraduální studium titulem kandidát věd, a v roce 1959 obhájil doktorskou disertaci. V roce 1970 byl jmenován profesorem filosofie. 26. listopadu 1974 se stal členem-korespondentem AV SSSR. Vyučoval filisofickým a psychologickým disciplínám na vysokých školách Moskvy. Působil také ve Filosofickém ústavu AV SSSR, kde v letech 1978 až 1982 byl vedoucím oddělení dialektického materialismu.

## Dílo
Učebnice od Alexandra Spirkina hrály důležitou úlohu v ideové výchově mláděže socialistických zemí. V roce 1988 byla Spirkinova kniha „Základy filosofie“ vyznamenána první cenou na soutěži učebnic pro studenty vysokých škol. O dva roky později byl tento spis přeložen do angličtiny.
Překlady do češtiny
- Spirkin A. G. Učebnice marxistické filosofie. Překlad : Jiří Bauer, Jan Beránek a Jozef Mužík. Praha: Svoboda, 1971. 439 s. (Přeloženo z ruského originálu Kurs marxistickoj filosofii, vydaného nakladatelstvím Izdatelstvo „Mysl“ 1963).